# Gottarsjön
Gottarsjön är en sjö i Sollefteå kommun i Ångermanland och ingår i Ångermanälvens huvudavrinningsområde. Sjön har en area på 0,271 kvadratkilometer och ligger 218,1 meter över havet. Sjön avvattnas av vattendraget Skirsjöån.

## Delavrinningsområde
Gottarsjön ingår i det delavrinningsområde (708403-153971) som SMHI kallar för Utloppet av Gottarsjön. Medelhöjden är 233 meter över havet och ytan är 1,64 kvadratkilometer. Räknas de 4 avrinningsområdena uppströms in blir den ackumulerade arean 27,31 kvadratkilometer. Skirsjöån som avvattnar avrinningsområdet har biflödesordning 4, vilket innebär att vattnet flödar genom totalt 4 vattendrag innan det når havet efter 143 kilometer. Avrinningsområdet består mestadels av skog (77 procent). Avrinningsområdet har 0,27 kvadratkilometer vattenytor vilket ger det en sjöprocent på 16,5 procent.